# 이집트 속주
이집트 에얄레트(아랍어: إيالة مصر, 튀르키예어: Mısır Eyaleti)는 오스만 제국의 맘루크 술탄국의 정복 이후 1517년 탄생한 에얄레트로, 오늘날 이집트 지역 대부분을 장악하고 있었던 지역이다. 이집트는 오스만 제국의 지방장관이 다스리고 있었고 이는 1517년부터 1867년까지 이어졌다.
1798년 프랑스의 침공 이후 이러한 제도가 흔들리기 시작했고, 프랑스군이 물러난 뒤 무함마드 알리 파샤와 그의 왕조가 권력을 장악하여 사실상 독립 상태를 유지했다. 1867년 오스만 제국은 이집트에 대해 자치 종속국인 케디브국의 지위를 인정했고, 1882년 영국이 이곳을 점령한 이후에도 명목상 오스만 속주로 유지되다가 1914년 제1차 세계대전이 발발한 이후 완전히 분리 독립하여 영국의 보호국인 이집트 술탄국으로 선언되었다.